# Мартін Сус (футболіст, 1989)
Мартін Сус (нар. 8 травня 1989, Брно, Чехословаччина) — чеський футболіст, захисник.

## Клубна кар'єра
Першим клубом Суса став нижчоліговий клуб «Жидениці» (Брно), однак уже в 1995 році перейшов до академії головного клубу міста «Боби-Уністав» (пізніше «Брно» та «Збройовка»).
У 2007 році став жертвою юридичних маніпуляцій: один з функціонерів клубу «Брно» підробив підпис 17-річного Суса під трансферною угодою з нідерландським «Твенте», щоб отримати гроші за трансфер. За позовом Мартіна суд в Утрехті зобов'язав Футбольну асоціацію Чеської Республіки виплатити йому по 1000 євро за кожен день затримки розірвання угоди між Сусом та «Брном». Через судовий розгляд Мартін не зміг закріпитися в «Твенте», а «Брно» відмовилося йому платити зарплату протягом шести місяців через те, що він подав позов проти клубу. Лише через 400 днів (і 400 тисяч євро штрафу для чеської федерації) Мартін погодився повернутися до «Брно» після зміни керівництва клубу.
У 2009 році дебютував в основному складі «Брно», зігравши в 5 матчах найвищої чеської ліги та забивши один гол. У наступному сезоні грав лише за дубль, а в сезоні 2011/12, коли клуб (який став називатися «Збройовка») опустився до нижчої ліги, провів лише 2 гри. З поверненням «Збройовки» до елітного дивізіону в сезоні 2012/13 став гравцем основного складу, зігравши в 20 іграх чемпіонату.
Надалі продовжив кар'єру в нижчих лігах, спочатку провівши рік у клубі «Лішень» (Брно), а від 2015 року став виступати за «Простейов», де грав до 2022 роки. Надалі виступав за австрійські аматорські команди.

## Кар'єра в збірній
Провів два матчі за юнацьку збірну Чехії U-18, обидва товариські проти Туреччини U-18: 14 березня 2007 провів повний матч, а 15 березня зіграв 28 хвилин. Відтоді до збірних не викликався.